# Macella euritiusalis
Macella euritiusalis är en fjärilsart som beskrevs av Walker 1858. Macella euritiusalis ingår i släktet Macella och familjen nattflyn. Inga underarter finns listade i Catalogue of Life.